# David Brown (policista)
David O'Neal Brown (* 1960  ) je americký policejní důstojník, který v současné době slouží jako vrchní ředitel policejního oddělení v Chicagu .  Od roku 2010 do roku 2016 byl šéfem policejního oddělení Dallasu . Byl často oceňován za své reformy, jejichž cílem je omezit násilné střety mezi policisty a komunitou a zvýšit odpovědnost a transparentnost policejního oddělení. Byl také kritizován místním policejním odborem za některé metody, kterými svá opatření zaváděl . 

## Vzdělání
Rodák z Dallasu, Brown je absolventem střední školy South Oak Cliff High School a navštěvoval Texaskou univerzitu v Austinu, než se zapsal do policejní akademie v Dallasu, původně se záměrem stát se prokurátorem.  V roce 1999 získal titul bakaláře přírodních věd na Dallas Baptist University a MBA na Amberton University v roce 2001   a absolvoval FBI National Academy a FBI National Executive Institute, Senior Management Institute for Police, Národní protiteroristický seminář v Tel Avivu a seminář důstojné ochrany tajné služby Spojených států . Je státem Texas certifikován jako Master Peace Officer a policejní instruktor. 

## Kariéra

### Policejní oddělení v Dallasu
Po vstupu do policejního oddělení v Dallasu v roce 1983 pracoval Brown v hlídkových divizích, SWAT a vnitřních záležitostech.   V roce 2005 se stal prvním pomocným vedoucím policie; v letech 2007 – 08 působil jako asistent města.  V dubnu 2010  byl jmenován náčelníkem policie a 4. května 2010 se zhostil úřadu.
The New York Times informoval, že Brown „si získal národní reputaci jako progresivní vůdce, jehož nejvyšší prioritou je zlepšování vztahů a snižování nedůvěry mezi policejním oddělením a obyvateli ze skupin menšin ve městě“. Obhajoval omezování použití násilí a odrazoval od pronásledování podezřelých v autech i pěšky, protože takové pronásledování často vede k úmrtím. Podle zveřejněných zpráv má také pověst „tvrdého šéfa“ a bojoval s místním policejním svazem kvůli jeho důrazu na využití méně konfrontačních strategií a svou ochotu vyhazovat důstojníky, často veřejně.    Snažil se také zvýšit transparentnost tím, že vybavil důstojníky kamerami   a snažil se reformovat výcvik používání smrtící síly.  Bylo také hlášeno, že někteří Afroameričané se stále cítí, že jsou vystaveni diskriminaci ze strany policie. 
Brown vedl zásah proti střelci, který zabil pět policistů, zranil devět dalších plus dva civilisty. Browth se rozhodl použít výbušninu C-4 přivezenou robotem, aby střelce Micaha Xaviera Johnsone zabil. Ten byl těžce vyzbrojen a schován za cihlovým rohem, kam by se policisté nemohli bezpečně dostat.  Zabití Johnsona bylo prvním případem v historii Spojených států, kdy policie použila robota k tomu, aby zabil podezřelého. 
1. září 2016 Brown oznámil, že 22. října odejde z policejního oddělení Dallas.  Přestože byl nejdéle sloužícím policejním náčelníkem, důvod k odchodu, o který požádal asi 7 týdnů po střelbě v Dallasu, neuvedl. Starosta uvedl, že Brown nebyl nucen z úřadu odejít. 

### Policejní oddělení v Chicagu
Dne 2. dubna 2020 byl Brown nominován jako superintendant chicagského policejního oddělení starostkou Lori Lightfootovou. Dne 15. dubna převzal funkci jednajícího superintendanta poté, co odstoupil jeho předchůdce Charlie Beck, který tuto funkci dočasně zastával po propuštění Eddie T. Johnsona .  Jeho nominace byla jednomyslně schválena městskou radou Chicaga a úřadu se zhostil 22. dubna  

## Rodina
Brown je ženatý s bývalou policejní seržantkou Cedonií Brownovou.  V roce 1991 byl jeho mladší bratr Kelvin zabit drogovými dealery v oblasti Phoenixu. 
20. června 2010, jeho 27letý syn David Brown Jr., který trpěl bipolární poruchou (podle zpráv z médií) a měl předchozí záznam zahrnující zatčení za držení marihuany, zastřelil a zabil 23letého civilistu Jeremyho McMilliana a 37letého texaského policistu Craiga Shawa z Lancasteru. Brown byl zastřelen více než dvanácti ranami v následné přestřelce s policií.  Pitva lékařského vyšetřovatele v Dallasu oznámila přítomnost PCP v Brownově krevním oběhu.  